# نت‌اپ
نت‌اپ (به انگلیسی: NetApp) یا به صورت رسمی نتورک اپلینس (به انگلیسی: Network Appliance) شرکت آمریکایی تولیدکننده تجهیزات ذخیره‌سازی اطلاعات است. این شرکت یکی از اعضای نزدک-۱۰۰ است و برای اولین بار در سال ۲۰۱۲ در فورچن ۵۰۰ قرار گرفت.
نت‌اپ در سال ۱۹۹۲ توسط دیوید هیتز، جیمز لائو و مایکل مالکولم تأسیس شد. در آن سال‌ها رقیب اصلی آن‌ها شرکت اوسپکس سیستم بود.
در سال ۲۰۰۹ نت‌اپ از نظر ارزش بازار پس از ئی‌ام‌سی و پیش از سیگیت و وسترن دیجیتال در جایگاه دوم قرار گرفت. از نظر مجموع دارایی در همان سال پس از ئی‌ام‌سی، سیگیت و وسترن دیجیتال در جایگاه چهارم قرار گرفت.